# Hisonotus bockmanni
Hisonotus bockmanni é uma espécie de bagre da família dos cascudos. É nativa da América do Sul, onde ocorre nas bacias do rio Amazonas e do rio Cururu, no Brasil. A espécie atinge 2,4 cm e foi descrita em 2012.